# Royal Aircraft Factory R.E.8
Die Royal Aircraft Factory R.E.8 war ein zweisitziges britisches Doppeldecker-Kampfflugzeug im Ersten Weltkrieg. Die Besatzungen dieser Flugzeuge nannten sie ironisch „Harry Tate“, nach dem Künstlernamen eines damals sehr populären Londoner Komikers.

## Entwicklung
Die staatliche Royal Aircraft Factory in Farnborough erhielt aufgrund einer Anforderung des Royal Flying Corps (RFC) vom Oktober 1915 den Auftrag, ein Nachfolgebaumuster als Ersatz für die die verwundbaren und zu schwach motorisierten B.E.2-Typen entwickeln. Die „Reconnaissance Experimental No. 8“, abgekürzt R.E.8, unterschied sich von früheren Baumustern vor allem durch den stärkeren, am französischen Renault-Motor orientierten 150 PS (110 kW) 12-Zylinder Royal Aircraft Factory 4A V-Motor, dessen Abgase durch zwei auffällige, lange Auspuffrohre über die obere Tragfläche geleitet wurden, sowie durch die stark gestaffelten Tragflächen und die zusätzlichen dünnen Streben, die die Querruder der Flügel miteinander verbanden. Das Flugzeug war mit einem beweglichen Lewis-MG für den Beobachter im hinteren Cockpit bewaffnet; der Pilot verfügte vorläufig nur über ein links im Pilotencockpit montiertes Lewis-MG, das durch den Propellerkreis nach vorn schoss. Da dafür noch kein serienreifes Synchronisationsgetriebe verfügbar war, wurden an den Propellerblättern provisorische Ablenkbleche gegen die Beschädigung durch abgefeuerte Patronenkugeln angebracht.
Am 17. Juni 1916, etwa ein halbes Jahr nach Beginn der Entwicklungsarbeiten, startete Testpilot Major Goodden mit dem Prototyp Nummer 7996 zum Erstflug. Nach erfolgreicher Erprobung überführte Goodden mit dem Direktor der Air Organisation Brigadier General William Sefton Brancker als Passagier an Bord, das Flugzeug zur Einsatzerprobung nach Frankreich. Am 28. Juni 1916 war der zweite Prototyp mit der Nummer 7997 fertiggestellt, der ab Anfang Juli erprobt, laufend nachgebessert und im Oktober mit einem Vickers-MG mit Challenger-Synchronisationsgetriebe für den Piloten bewaffnet wurde.

## Produktion
Die Erprobungen hatten bewiesen, dass das Flugzeug gut zu fliegen war und seine stärkere Motorisierung auch mehr Zuladung von Waffen, Munition, Kameras und Bomben erlaubte. Daher legte man nach kleineren in Farnborough vorgenommenen Nachbesserungen bereits im August 1916 die Produktion einer Vorserie von 50 Flugzeugen auf, gefolgt am 25. August von weiteren 100 Bestellungen bei Austin und am 30. August von weiteren 100 bei Siddeley-Deasy.
Der hohe Bedarf nach Kampfflugzeugen führte fortan zu ständig steigenden Bestellungen, neben der Royal Aircraft Factory, die nur 44 Flugzeuge lieferte, waren sechs weitere Firmen an der Produktion beteiligt:
- Austin Motor Company,
- Standard Motors,
- Siddeley-Deasy
- Daimler
- Napier
- Coventry Ordnance Works.

Mit insgesamt 4320 gefertigten Flugzeugen war die R.E.8 eines der meistgebauten Flugzeuge des Krieges.

### Varianten
- R.E.8a mit 150 PS (110 kW) Hispano-Suiza V8-Motor und auf dem Rumpfbug montiertem Vickers-MG, im Herbst 1916 ein Prototyp gebaut.[2]
- R.E.9: umgebaute R.E.8, als Nachfolgemodell mit zweiteiligen Tragflächen gleicher Spannweite
- R.T.1, von Siddeley-Deasy gebaut, mit 200 PS (147 kW) Hispano-Suiza V8 Motor und auf dem Rumpfbug montiertem Vickers-MG sowie Tragflächen ungleicher Tiefe und verschiedenen Motorvarianten sowie geschlossener Kabine und verstellbaren Luftschrauben

## Einsatz
Die ersten Serienmaschinen kamen im November 1916 mit der No. 56 Squadron, RFC nach Frankreich. In den Folgemonaten wurden immer mehr Einsatzverbände damit ausgerüstet; bis Mitte 1917 waren bereits 800 Maschinen an die Front gegangen und hatten die B.E.2 weitgehend abgelöst, und bis September 1917 flogen 16 Squadrons die R.E.8.
Nach Auslieferung der ersten Maschinen kam es überraschend zu schweren Unfällen durch Abstürze und Bruchlandungen, zumal die Landegeschwindigkeit der schwereren Maschine deutlich höher als bei den leichteren B.E.2-Typen war, was unerfahrene Piloten dazu brachte, das Flugzeug beim Landen zu stark abzubremsen. Verunsichert boten die Piloten der neuaufgestellten No. 52 Squadron den erfahreneren Kameraden von der No. 34 Squadron an, ihre fabrikneuen R.E.8 gegen deren alten B.E.2e einzutauschen, was jene wegen der besseren Bewaffnung der R.E.8 gern annahmen. Major J.A. Chambers, Fliegerstabsoffizier des III. Britischen Korps, dem beide Squadrons unterstanden, schrieb daraufhin einleitend zu einer Anweisung mit detaillierten Bedienungshinweisen:

„Die R.E.8 ist zwar eine prächtige Maschine, aber kein Kinderwagen, und braucht zuerst mal ein wenig Sorgfalt… Bei der R.E.8 geht es hauptsächlich darum sich zu erinnern, dass die Maschine es kaum anzeigt dass sie an Geschwindigkeit verliert, bis sie plötzlich dazu neigt in einen unkontrollierbaren Sturzflug überzugehen, der sich nicht mehr auffangen lässt, wenn man nah am Boden ist."
"This is a splendid flying machine but it is not a preambulator and requires at first a little care… In the R.E.8 the chief thing is to remember that the machine gives very little indication of losing its speed until it suddenly shows an incontrollable tendency to dive which cnnot be corrected in time if you are near to the ground."“

Man wies sogar die Beobachter an, sich bei der Landung nicht hinzustellen, um keinen zusätzlichen Luftwiderstand zu bieten. Der Historiker und ehemalige Kampfflieger H.A. Jones erklärte in seiner 1931 verfassten Geschichte der RAF die verheerenden Unfälle damit, dass sich beim „Kopfstand“ bei einer Bruchlandung der Motor in den dahinter liegenden Not- und Hauptbenzintank bohrte und dann das Benzin über den heißen Motor goss und das Flugzeug in Brand setzte, wobei viele Piloten und Beobachter ums Leben kamen. Das verübelte den Ruf der R.E.8 im gesamten Royal Flying Corps und untergrub das Vertrauen der Besatzungen. Lord Cowdray, der Präsident des Air Board, veranlasste zahlreiche Untersuchungen, die zu entsprechenden Modifikationen in der Konstruktion führten. Die deutlichsten Veränderungen betrafen die weiter nach vorn versetzte und vergrößerte Seitenflosse und die Erweiterung der unteren Tragfläche, was im Mai 1917 erprobt wurde. Im selben Monat begann auch die Erprobung eines hochkomprimierten 200 PS (147 kW) RAF 4D-Motors, der aber ebenso wenig in die Serienproduktion aufgenommen wurde wie die bereits für den Einbau in die Felixstowe-Flugboote und in die De Havilland D.H.4 benötigten Rolls-Royce Eagle-Motoren. Ohnehin mussten aufgrund der unter Hochdruck laufenden Massenproduktion Änderungen in der Fertigung streng priorisiert werden und brauchten manchmal Monate bis zur Realisierung: so wurde der im Sommer 1917 beschlossene Ersatz der aus Stahl gefertigten Fahrwerksstreben durch solche aus Holz erst ab November 1917 in der Fertigung umgesetzt.
Die R.E.8 war größer und stabiler gebaut als die B.E.2-Typen und diesen hinsichtlich Motorstärke, Nutzlast, Geschwindigkeit und Bewaffnung überlegen und eignete sich dank ihrer ruhigen und stabilen Fluglage ausgezeichnet als Artillerie- und Fotoaufklärer. Das Flugzeug war aber aufgrund eben dieser Eigenschaften trotz ihres synchronisierten vorwärtsfeuernden 7,7-mm-Vickers-MG sowie den ein zwei Lewis-MGs auf Drehkranz am Beobachterplatz zu schwerfällig und daher im Luftkampf leicht auszumanövrieren. Dieses zeigte sich auf dem dramatischen Höhepunkt des „Bloody April“ am 13. April 1917, als innerhalb weniger Minuten sechs R.E.8 der No. 59 Squadron beim Aufklärungsflug zwischen Drocourt und Quéant durch eine Formation von sechs Albatros-Jägern der deutschen Jasta 11 unter Führung von Manfred von Richthofen abgeschossen wurden.
Die R.E.8 wurde im Jahr 1917 in 18 und 1918 in 19 Staffeln des Royal Flying Corps bzw. der Royal Air Force als Aufklärer, Nachtbomber und Schlachtflugzeug eingesetzt und flogen an der Westfront und an den Fronten in Italien, Palästina und Mesopotamien sowie zur Heimatverteidigung in England. Da der für April 1918 geplante Austausch der R.E.8 gegen die Bristol Fighter aufgrund von Schwierigkeiten bei der dafür erforderlichen Belieferung mit Sunbeam-Arab- und Hispano-Suiza-Motoren nicht zustande kam, hatten sie bei Waffenstillstand immer noch 15 Staffeln die in ihrem Bestand.
Als einzige Alliierter setzte Belgien ab dem 22. Juli 1917 22 Maschinen in ihrer 6ème Escadrille ein. Diese Flugzeuge wurden später auf 150 PS (110 kW) oder 180 PS (132 kW) Hispano-Suiza 8-Motoren umgerüstet.
Nach dem Ersten Weltkrieg wurde die R.E.8 sehr schnell ausgemustert. Heute gibt es nur noch zwei Maschinen. Die Restauration der R.E.8 F3556 im Imperial War Museum Duxford wurde 2004 abgeschlossen. Eine andere R.E.8 existiert heute in Brüssel, Belgien.

### Einsatzländer
Vereinigtes Königreich
- Royal Flying Corps
- Royal Air Force

 Belgien
- Aviation Militaire Belge

## Bilder
Bilder aus dem Einsatzgeschehen 

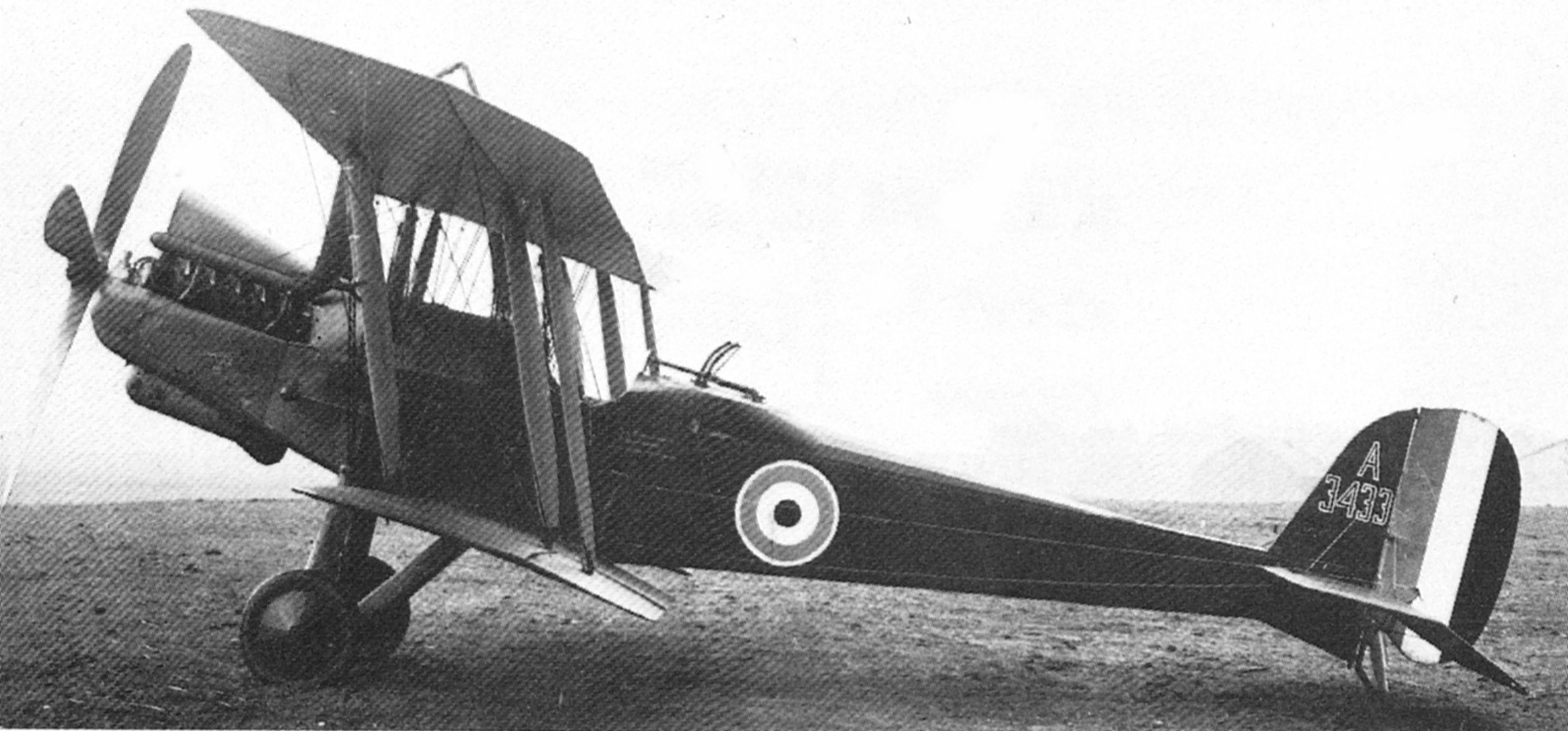
R.E.8 aus einer frühen Produktionsserie mit der kleineren Heckflosse
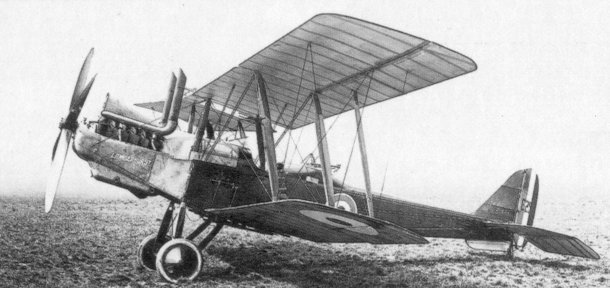
R.E.8 aus einer späteren Produktionsserie der Siddeley-Deasy Motor Company
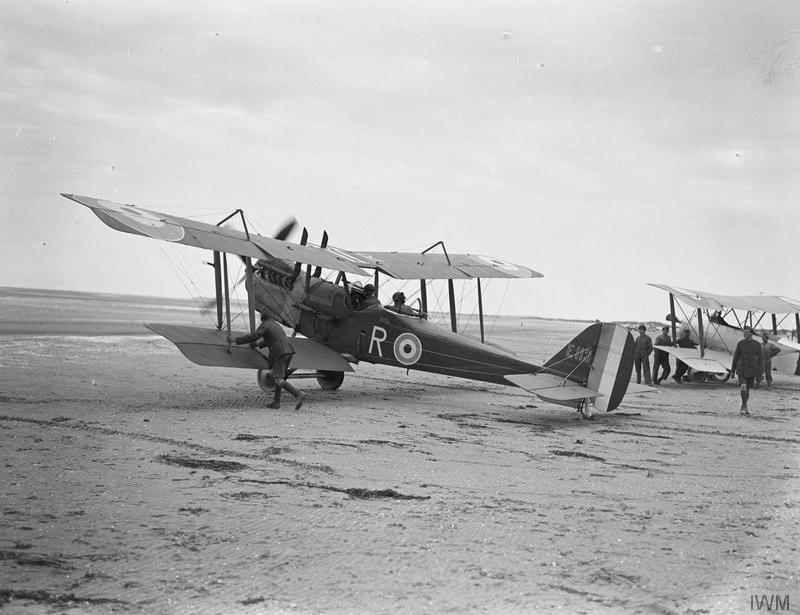
R.E.8 einer britischen Squadron an der Westfront bei Le Crotoy am 9. Juli 1918
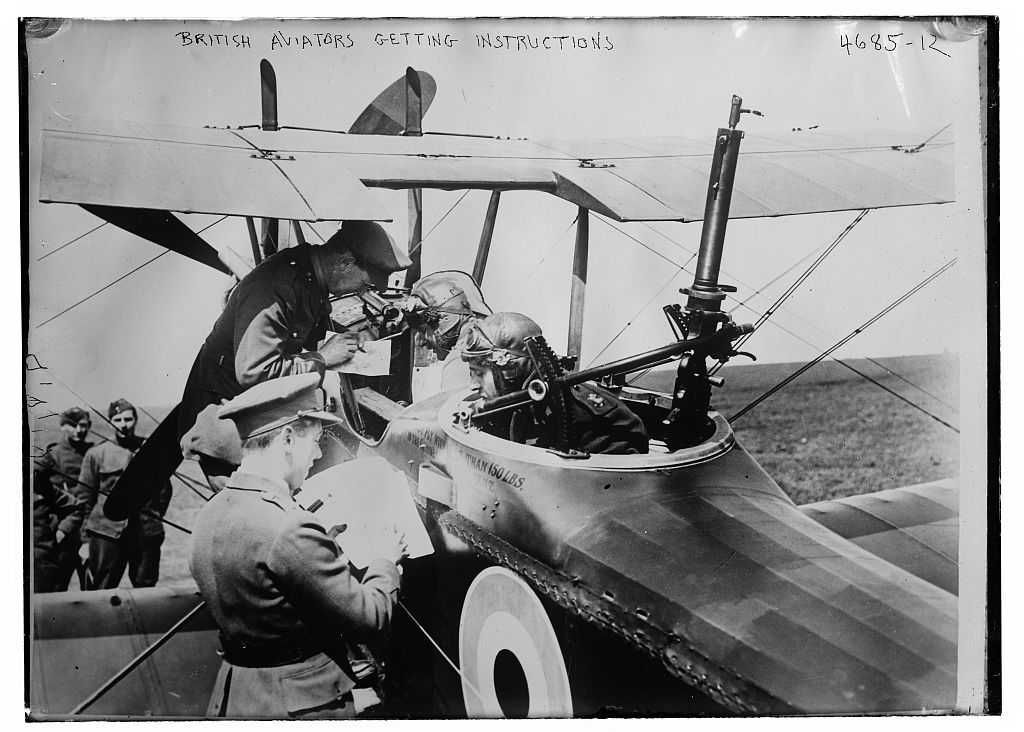
„Letzte Instruktionen“ – die Besatzung einer R.E.8 vor dem Einsatz
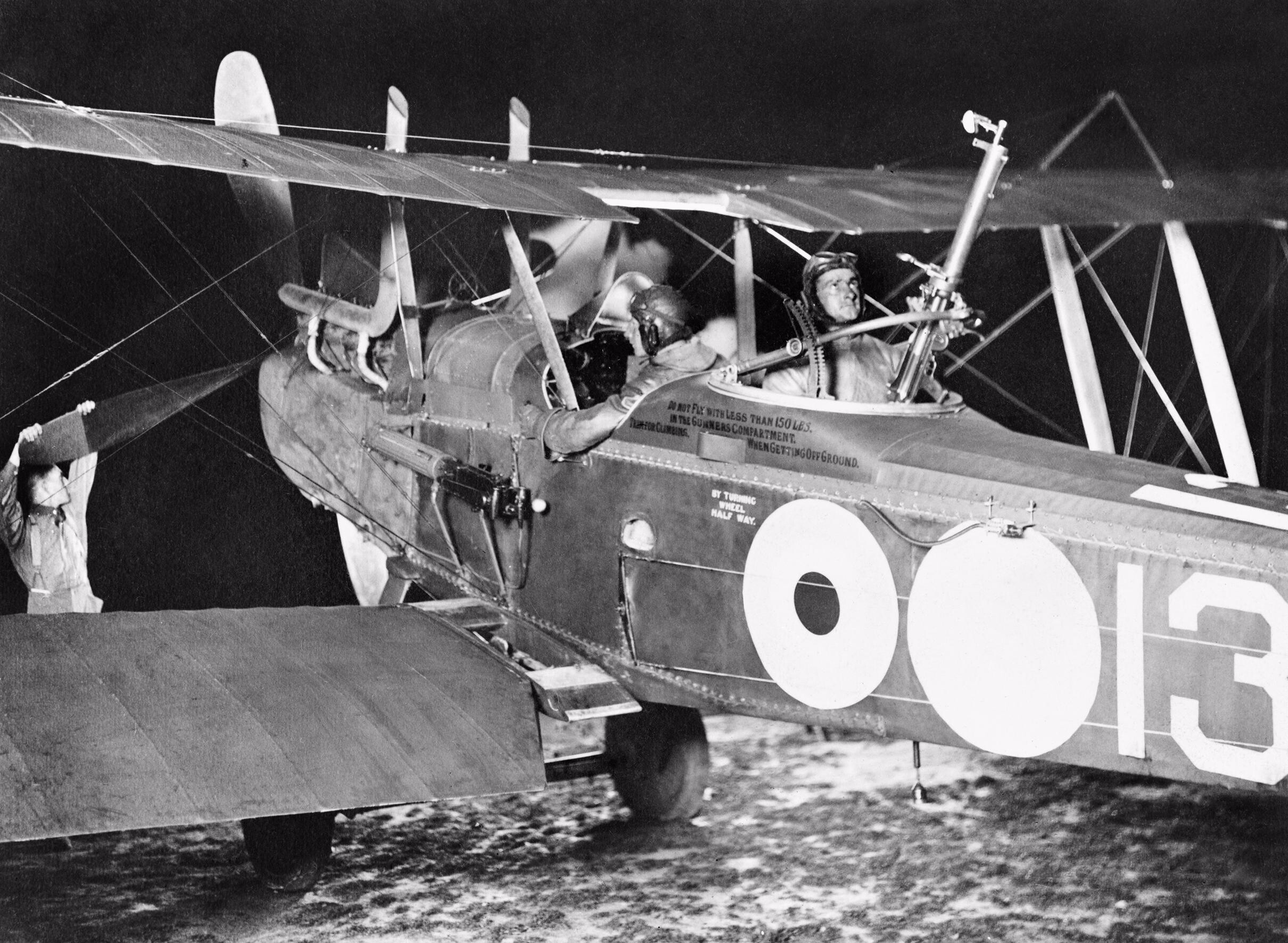
R.E.8 der australischen No 69 Squadron, RFC, bei der Vorbereitung auf einen Nachtbombeneinsatz am 22. Oktober 1917 in Savy bei Arras
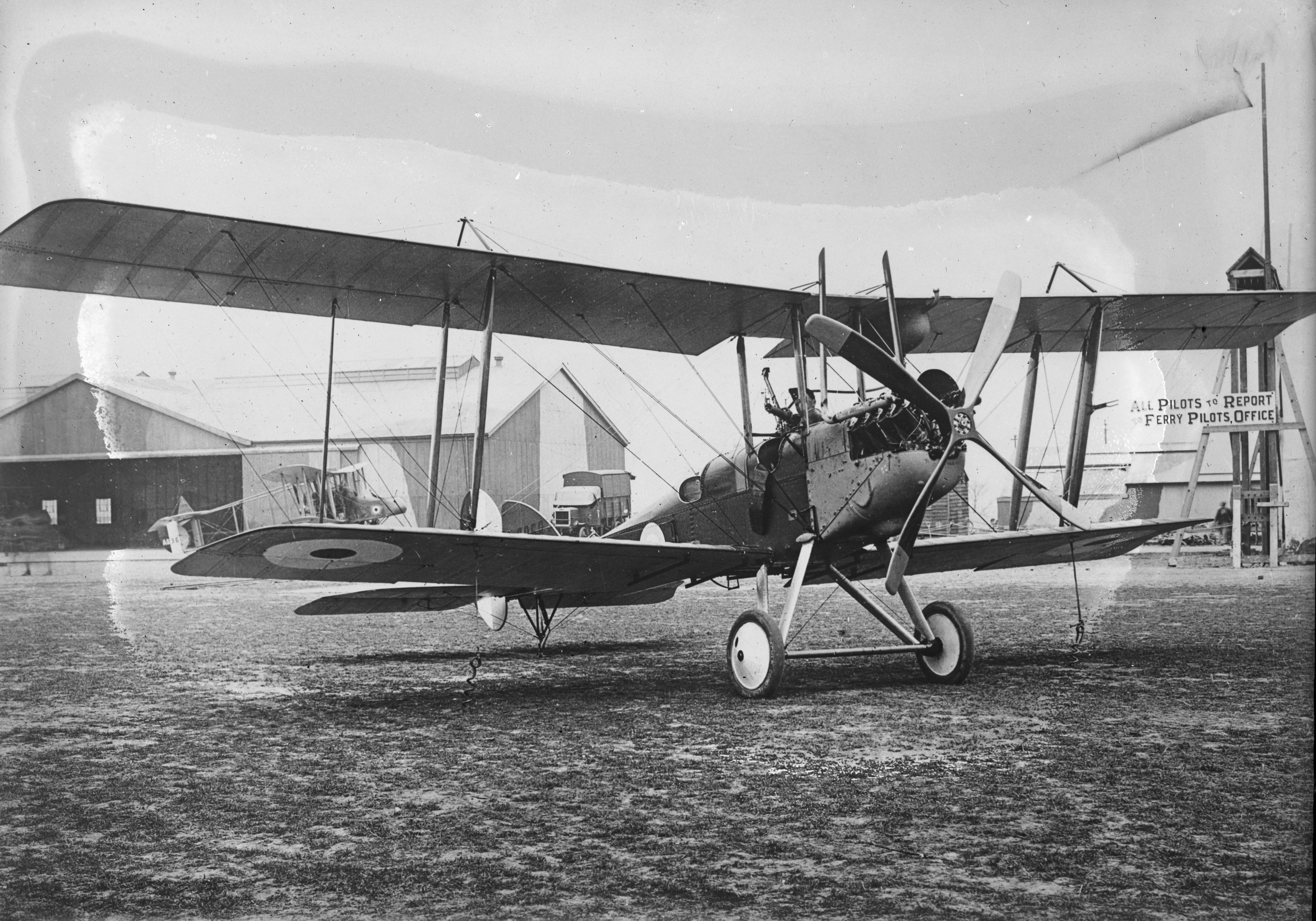
Frontansicht
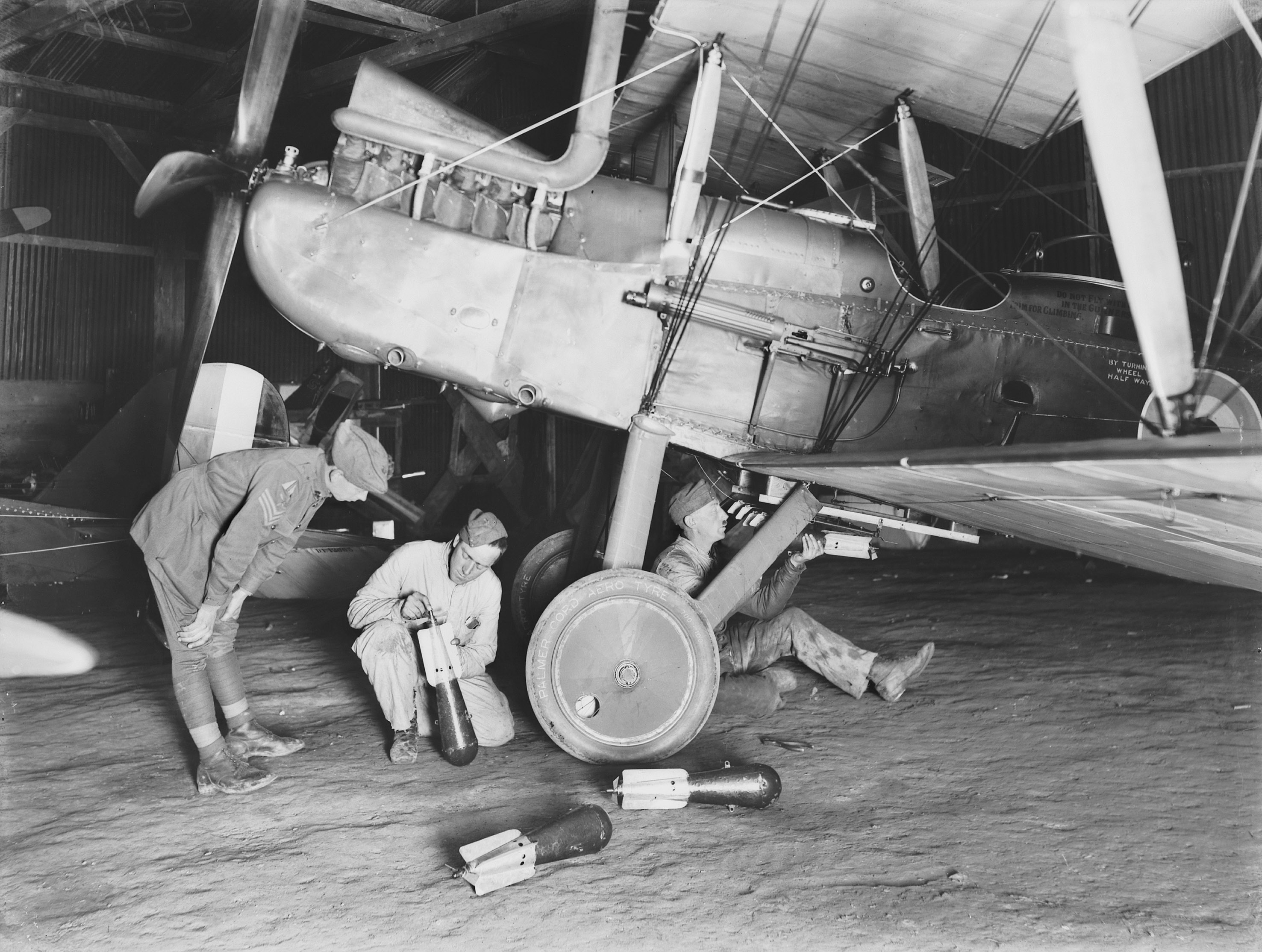
Australische Soldaten montieren Brandbomben an ihre R.E.8
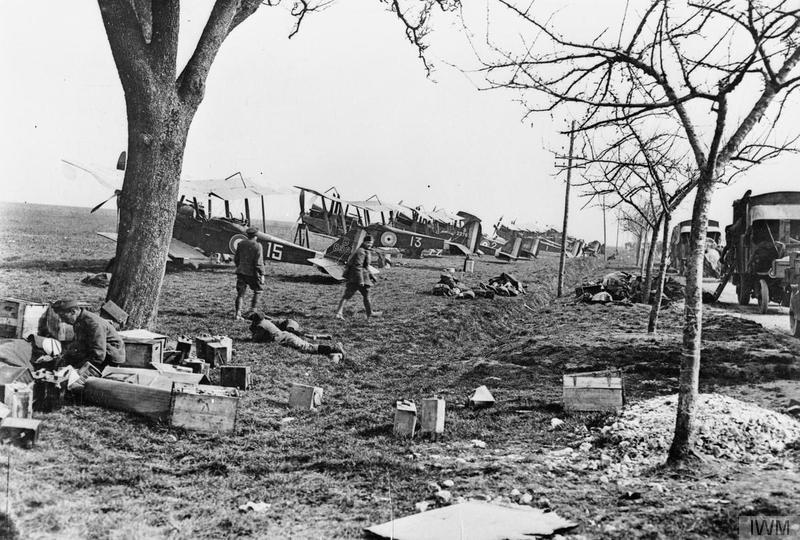
R.E.8 einer britischen Squadron an der Westfront bei Albert am 25. März 1918 vor Beginn der deutschen Frühjahrsoffensive
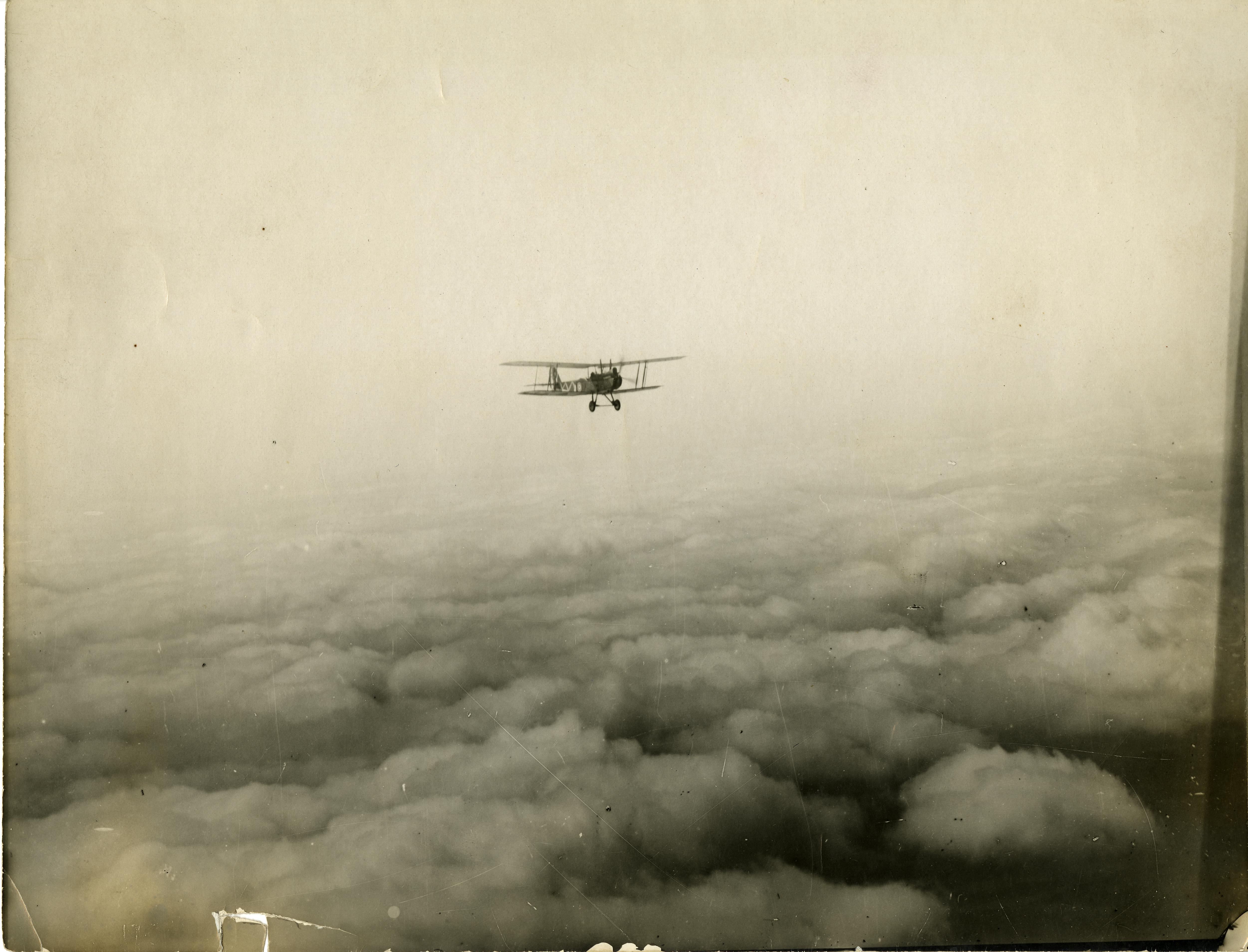
Einsatzflug über den Wolken
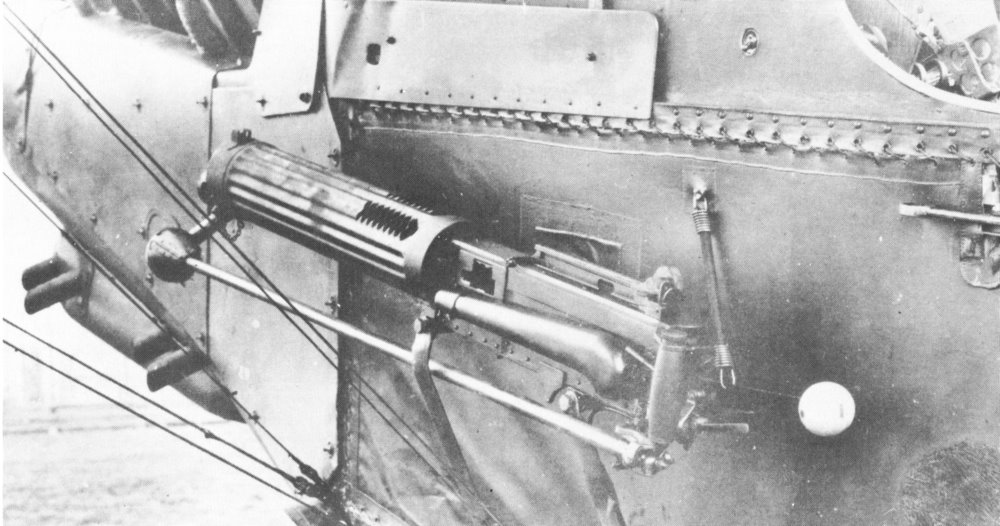
Challenger-Synchronisationsgetriebe für das Vickers-MG des Piloten
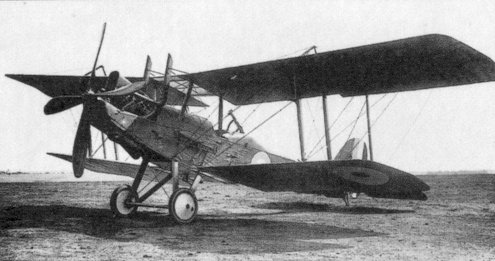
Die R.E.8 mit großem 4-Blatt-Propeller

Bilder erhaltener oder nachgebauter Flugzeuge

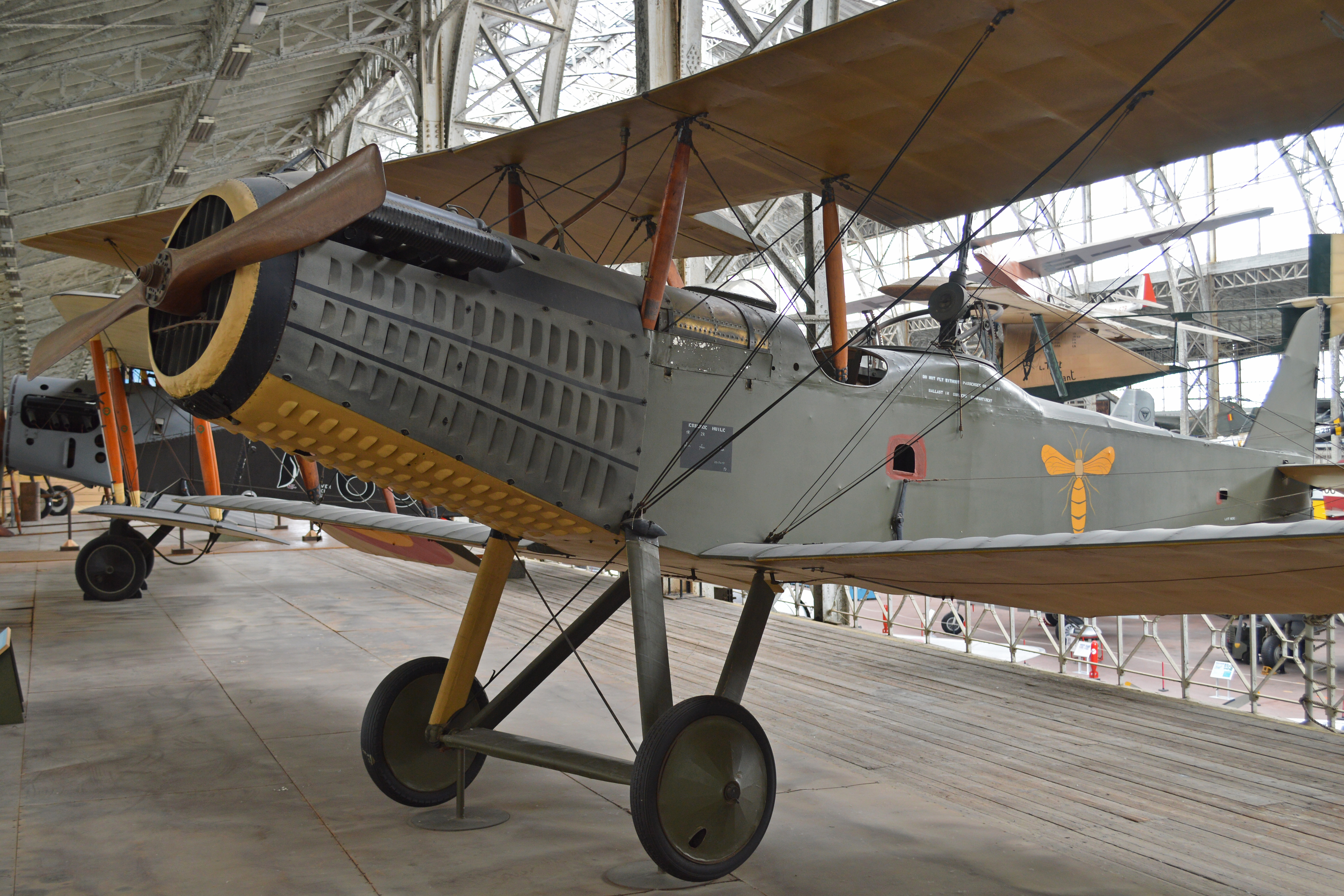
Belgische R.E.8 im königlichen Luftfahrtmuseum von Brüssel
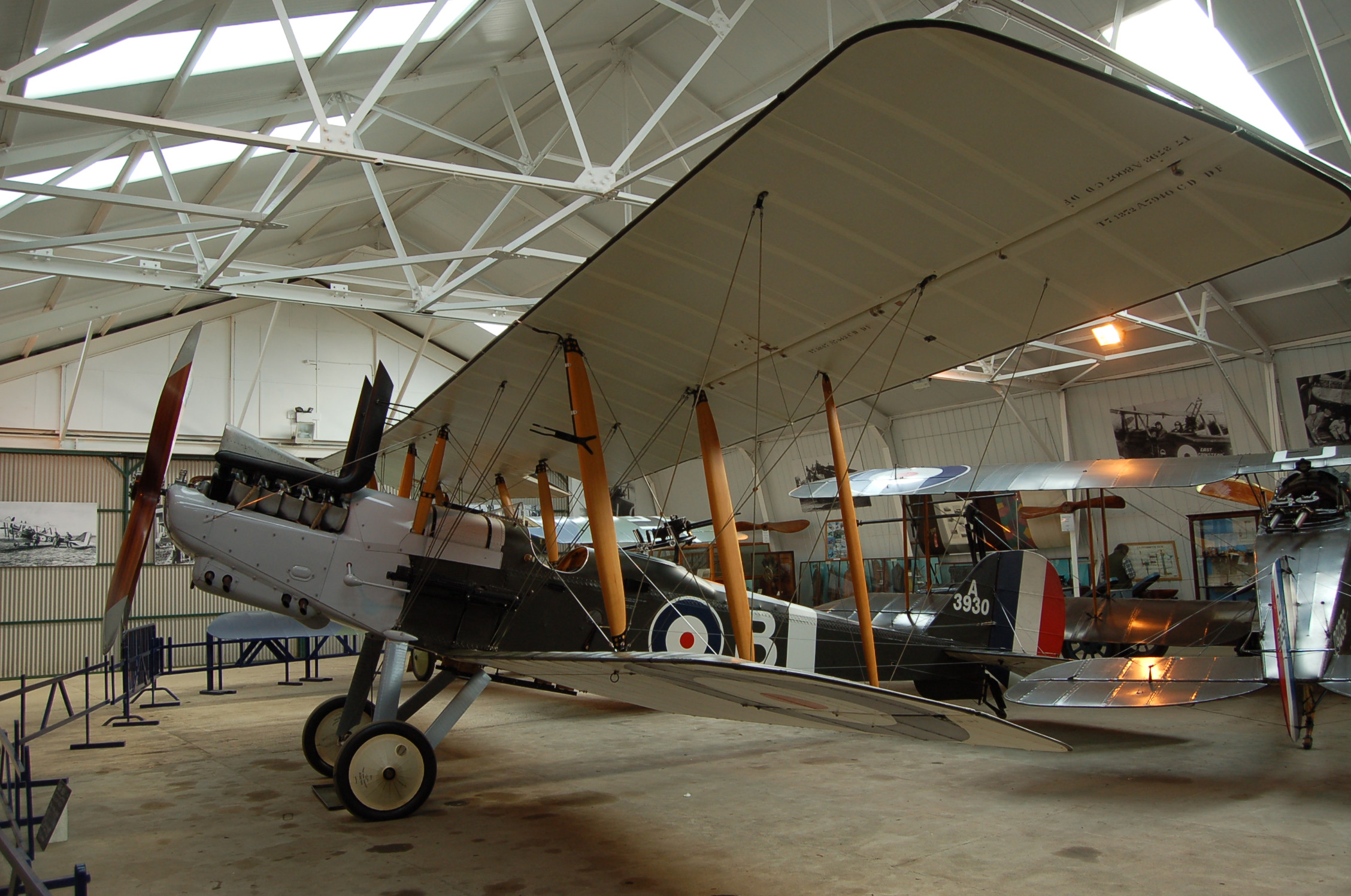
R.E.8 im Old Warden Aerodrome
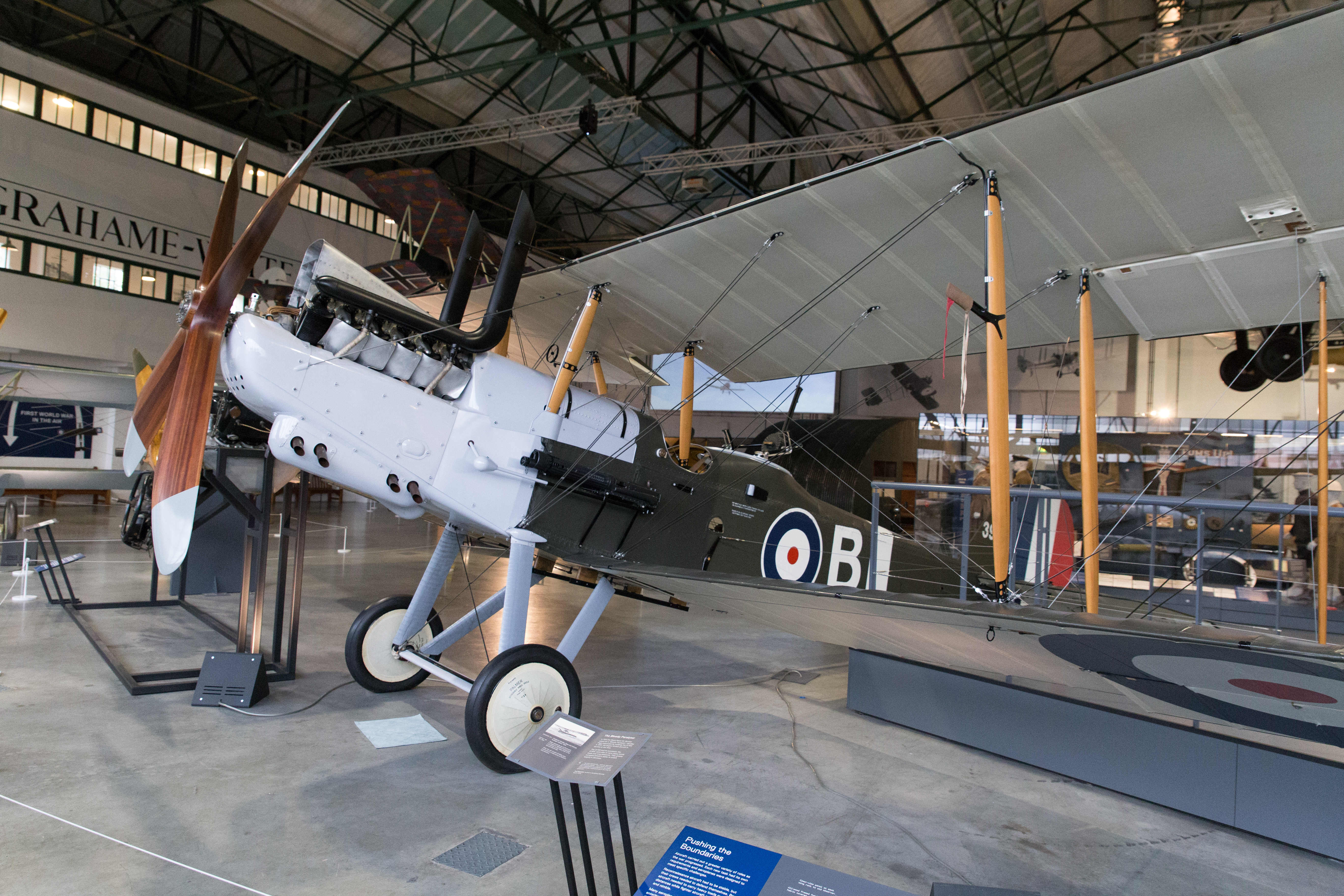
R.E.8 aus dem R.A.F. Museum in London
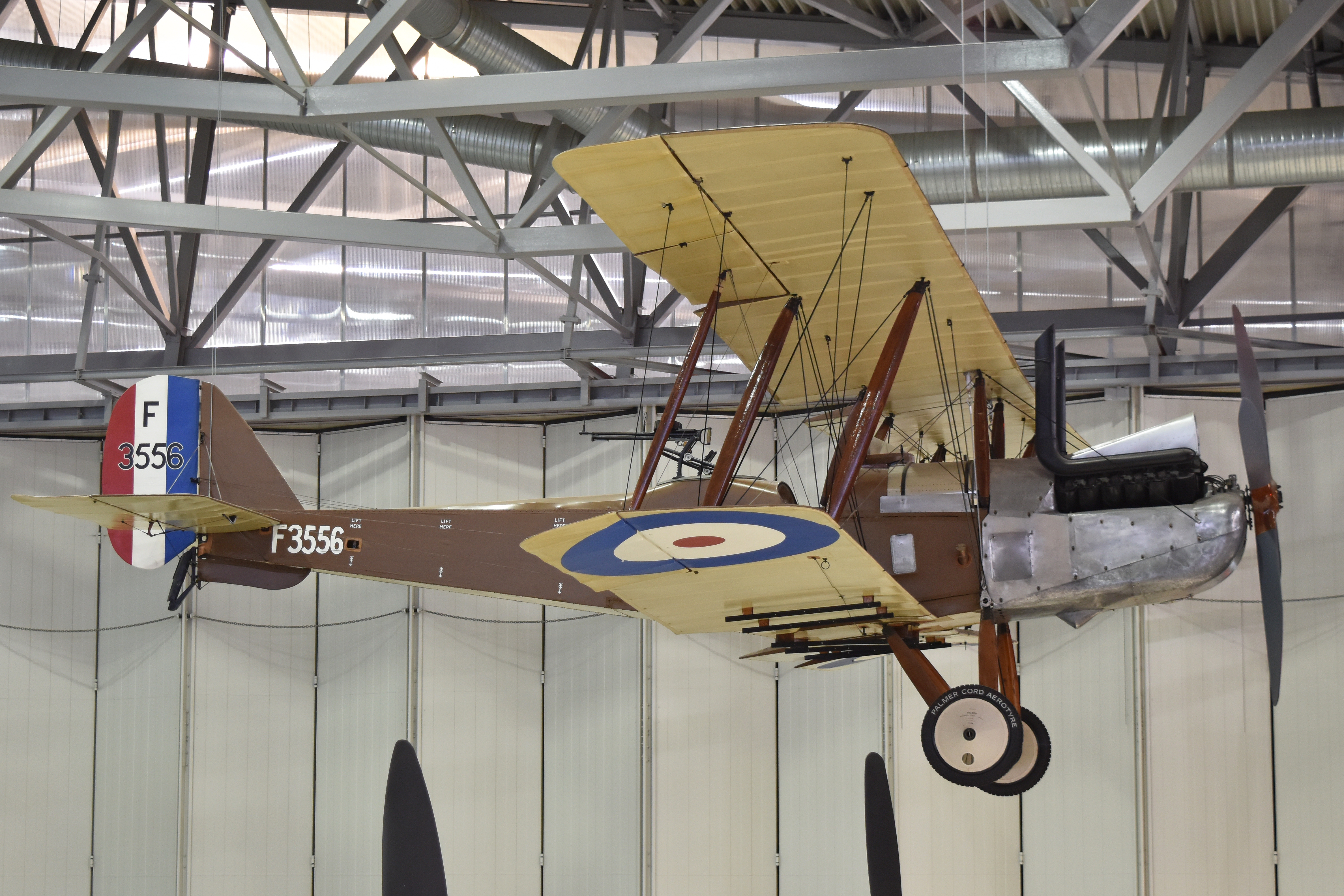
R.E.8 aus dem Imperial War Museum Duxford
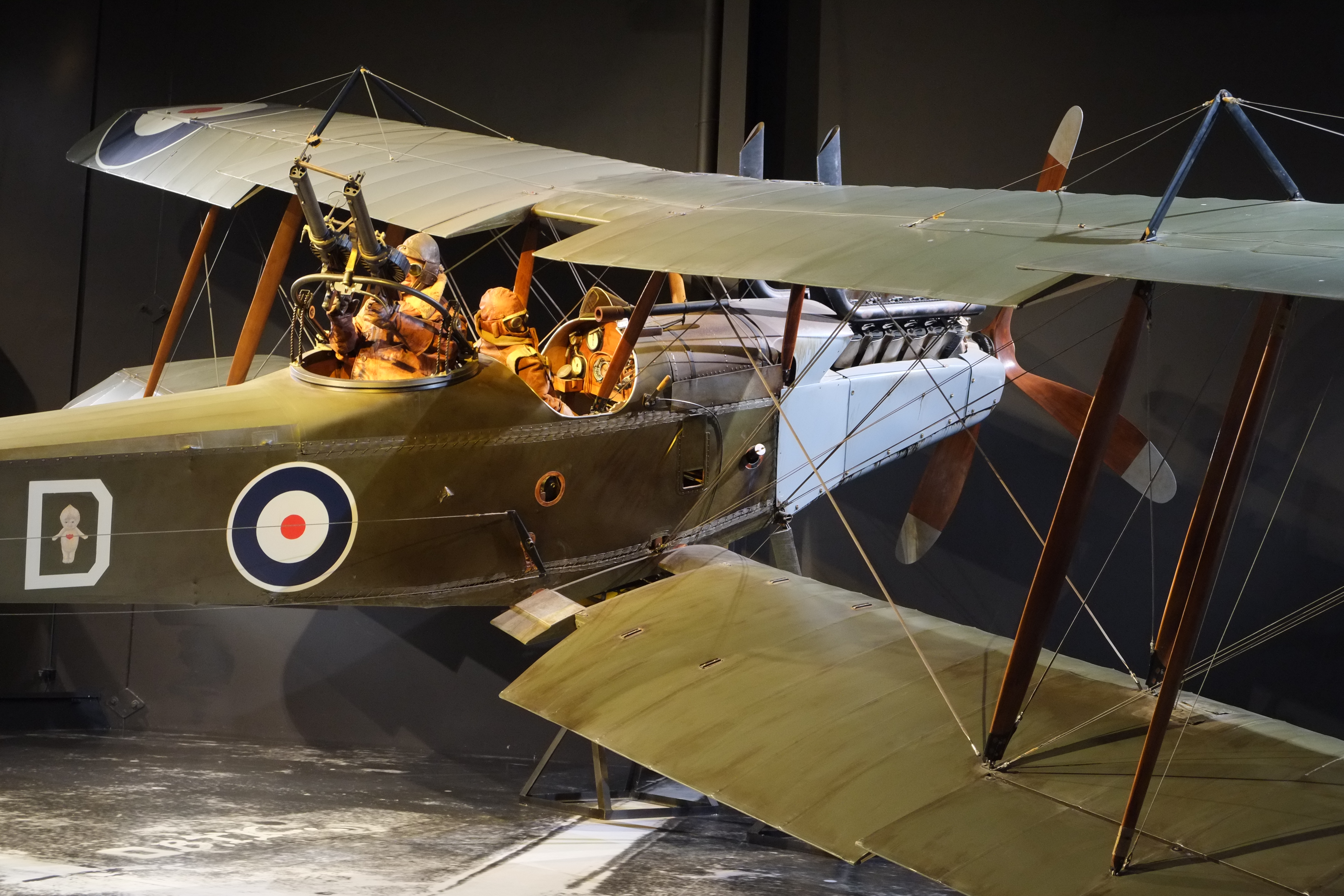
R.E.8-Nachbau der Vintage Aviator Ltd.
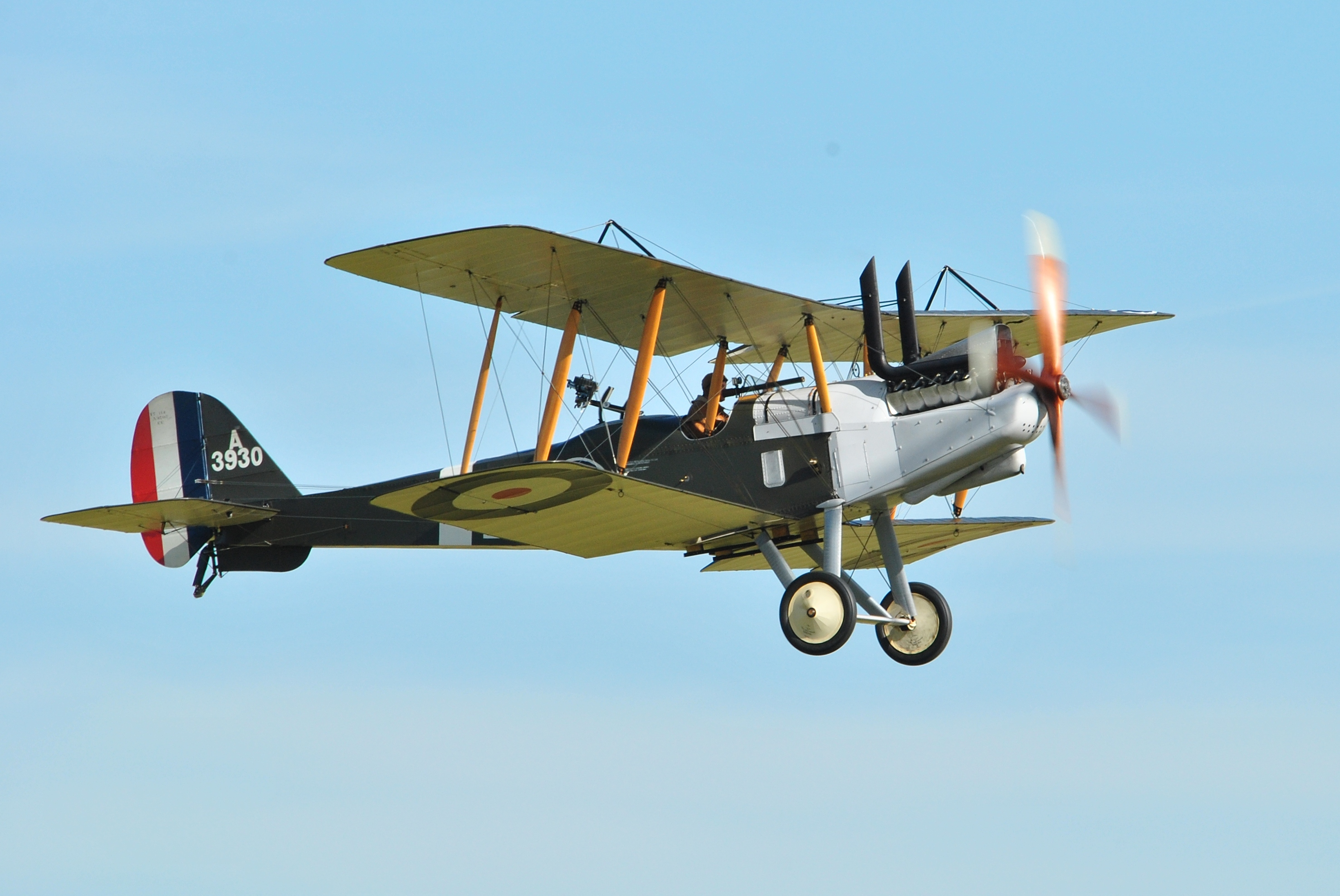
Nachbau einer R.E.8 auf einer Flugshow

## Technische Daten

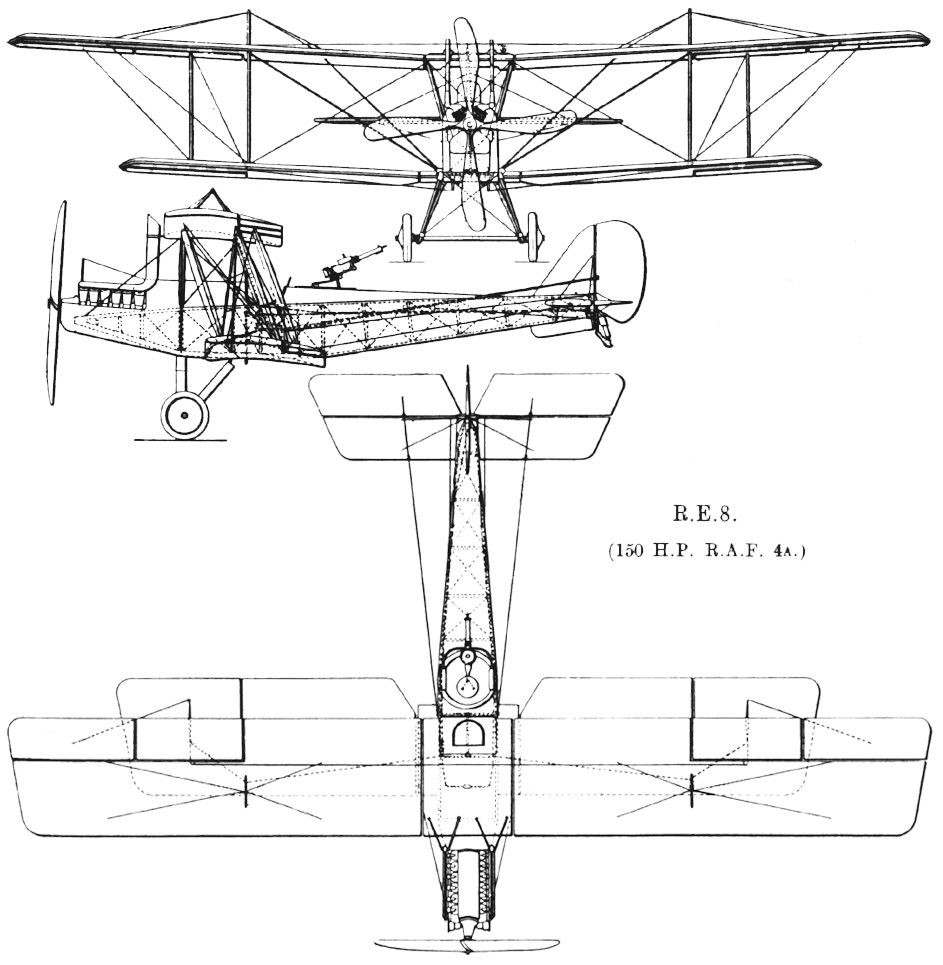
Dreiseitenansicht

| Kenngröße             | Daten                                                                           |
| --------------------- | ------------------------------------------------------------------------------- |
| Besatzung             | 2 (Pilot und Beobachter)                                                        |
| Länge                 | 8,48 m                                                                          |
| Flügelspannweite      | 12,98 m                                                                         |
| Höhe                  | 3,45 m                                                                          |
| Tragflügelfläche      | 35,07 m²                                                                        |
| Leermasse             | 818 kg                                                                          |
| Startmasse            | 1302 kg                                                                         |
| Antrieb               | 1 × luftgekühlter 150 PS (110 kW) Royal Aircraft Factory 4A 12-Zylinder-V-Motor |
| Höchstgeschwindigkeit | 164 km/h in 1981 m                                                              |
| Steigzeit auf 3000 m  | 39 min                                                                          |
| praktische Gipfelhöhe | 4115 m                                                                          |
| Flugdauer             | 4:15 h                                                                          |
| Bewaffnung            | max. 3 MG 7,7 mm, max. 102 kg Bomben (2 × 51 kg)                                |

### Leistungsvergleich zweisitziger Kampfflugzeuge an der Westfront, Anfang 1918
| Name                      | Land                   | Motorstärke     | max. Geschwindigkeit | Startmasse | MG  | Gipfelhöhe | Anzahl gebaut |
| ------------------------- | ---------------------- | --------------- | -------------------- | ---------- | --- | ---------- | ------------- |
| R.A.F. R.E.8              | Vereinigtes Königreich | 200 PS (147 kW) | 160 km/h             | 1302 kg    | 2–3 | 3000 m     | 4320          |
| Bristol Fighter F.2B      | Vereinigtes Königreich | 275 PS (202 kW) | 198 km/h             | 1464 kg    | 2–3 | 5485 m     | 5329          |
| De Havilland D.H.4        | Vereinigtes Königreich | 375 PS (276 kW) | 230 km/h             | 1503 kg    | 2–3 | 7160 m     | >6000         |
| Armstrong Whitworth F.K.8 | Vereinigtes Königreich | 160 PS (118 kW) | 150 km/h             | 1275 kg    | 2   | 4000 m     | 1650          |
| Salmson 2A.2              | Frankreich             | 200 PS (147 kW) | 188 km/h             | 1935 kg    | 3–4 | 6200 m     | 3200          |
| Breguet 14                | Frankreich             | 300 PS (221 kW) | 184 km/h             | 1565 kg    | 3   | 6000 m     | ~7800         |
| LVG C.VI                  | Deutsches Reich        | 200 PS (147 kW) | 170 km/h             | 1390 kg    | 2   | 6500 m     | ~1000         |
| DFW C.V                   | Deutsches Reich        | 220 PS (162 kW) | 155 km/h             | 1430 kg    | 2   | 5000 m     | ~3000         |
| Rumpler C.IV              | Deutsches Reich        | 260 PS (191 kW) | 175 km/h             | 1630 kg    | 2   | 6800 m     |               |